# Elitserien i bandy för damer 2001/2002
Elitserien i bandy för damer 2001/2002 spelades 17 november 2001–23 februari 2002, och vanns av AIK. Säsongen avslutades med att Västerstrands AIK blev svenska mästarinnor efter seger med 7-6 i sudden death mot AIK i finalmatchen på Studenternas IP i Uppsala den 17 mars 2002.

## Upplägg
Lag 1-4 gick vidare till slutspel om svenska mästerskapet.

## Övrigt
- Västerstrands AIIK gick obesegrade igenom Elitserien och SM-slutspelet 2001/2002.
- Seriejumbon Strömsbro/Skutskär var säsongens "strykflickor", och tog bara en poäng och förlorade bland annat med 0-20 borta mot AIK den 8 december 2001, med 0-30 borta mot Västerstrands AIK den 15 december 2001 och med 0-26 hemma mot AIK den 12 januari 2002. Sportbladet kallade dem för "Sveriges sämsta elitlag".[2] I den sista omgången, som spelades den 23 februari 2002, lyckades man dock nå 4-4 hemma mot Tranås BoIS.
- Skytteligan vanns av Åsa Fredin, Västerstrands AIK med 53 fullträffar.[3].

## Seriespelet
| Nr | Lag                | S  | V  | O | F  | +/-      | P  |
| -- | ------------------ | -- | -- | - | -- | -------- | -- |
| 1  | Västerstrands AIK  | 14 | 14 | 0 | 0  | 175 - 23 | 28 |
| 2  | AIK                | 14 | 11 | 0 | 3  | 164 - 42 | 22 |
| 3  | Sandvikens AIK     | 14 | 10 | 1 | 3  | 90 - 38  | 21 |
| 4  | Villa Lidköping BK | 14 | 7  | 1 | 6  | 72 - 66  | 15 |
| 5  | Edsbyns IF         | 14 | 7  | 1 | 6  | 74 - 63  | 13 |
| 6  | Västerås SK        | 14 | 4  | 1 | 9  | 39 - 66  | 9  |
| 7  | Tranås BoIS        | 14 | 1  | 1 | 12 | 31 - 148 | 3  |
| 8  | Strömsbro/Skutskär | 14 | 0  | 1 | 13 | 16 - 215 | 1  |

## Seriematcherna
| - 17 november 2001 AIK-Västerstrands AIK 6-8 - 17 november 2001 Sandvikens AIK-Edsbyns IF 7-3 - 17 november 2001 Västerås SK-Villa Lidköping BK 1-1 - 17 november 2001 Tranås BOIS-Strömsbro/Skutskär 12-3 - 24 november 2001 Villa Lidköping-AIK 2-11 - 24 november 2001 Västerstrand-Västerås 10-1 - 24 november 2001 Edsbyn-Tranås 8-0 - 24 november 2001 Strömsbro/Skutskär-Sandviken 0-15 - 25 november 2001 Sandviken-Tranås 9-0 - 1 december 2001 Strömsbro/Skutskär-Edsbyn 0-13 - 1 december 2001 Villa Lidköping-Västerstrand 2-9 - 1 december 2001 AIK-Västerås 10-1 - 2 december 2001 Tranås-AIK 2-16 - 2 december 2001 Västerås-Strömsbro/Skutskär 7-2 - 8 december 2001 AIK-Strömsbro/Skutskär 20-0 - 8 december 2001 Sandviken-Villa Lidköping 7-1 - 8 december 2001 Edsbyn-Västerstrand 1-9 - 8 december 2001 Tranås-Västerås 1-7 - 9 december 2001 Sandviken-Västerstrand 2-5 - 9 december 2001 Edsbyn-Villa Lidköping 1-6 - 15 december 2001 AIK-Edsbyn 10-2 - 15 december 2001 Villa Lidköping-Tranås 10-1 - 15 december 2001 Västerstrand-Strömsbro/Skutskär 30-0 - 15 december 2001 Västerås-Sandviken 2-5 - 16 december 2001 Västerås-Edsbyn 3-6 - 16 december 2001 Villa Lidköping-Strömsbro/Skutskär 16-1 - 22 december 2001 AIK-Sandviken 4-8 | - 6 januari 2002 Sandviken-AIK 5-8 - 6 januari 2002 Strömsbro/Skutskär-Villa Lidköping 1-15 - 6 januari 2002 Edsbyn-Västerås 4-2 - 6 januari 2002 Tranås-Västerstrand 1-13 - 12 januari 2002 Västerås-Tranås 3-2 - 12 januari 2002 Strömsbro/Skutskär-AIK 0-26 - 13 januari 2002 Sandviken-Västerås 6-1 - 13 januari 2002 Strömsbro/Skutskär-Västerstrand 1-23 - 13 januari 2002 Edsbyn-AIK 2-8 - 13 januari 2002 Tranås-Villa Lidköping 3-10 - 26 januari 2002 AIK-Tranås 25-2 - 26 januari 2002 Strömsbro/Skutskär-Västerås 1-5 - 26 januari 2002 Villa Lidköping-Edsbyn 3-1 - 26 januari 2002 Västerstrand-Sandviken 7-1 - 27 januari 2002 Villa Lidköping-Sandviken 3-5 - 27 januari 2002 Västerstrand-Edsbyn 9-4 - 2 februari 2002 Edsbyn-Strömsbro/Skutskär 18-1 - 2 februari 2002 Västerås-AIK 3-7 - 2 februari 2002 Västerstrand-Villa Lidköping 13-0 - 2 februari 2002 Tranås-Sandviken 0-7 - 15 februari 2002 Västerstrand-Tranås 24-0 - 16 februari 2002 AIK-Villa Lidköping 11-1 - 16 februari 2002 Sandviken-Strömsbro/Skutskär 11-2 - 16 februari 2002 Västerås-Västerstrand 2-9 - 16 februari 2002 Tranås-Edsbyn 3-9 - 23 februari 2002 Strömsbro/Skutskär-Tranås 4-4 - 23 februari 2002 Edsbyn-Sandviken 2-2 - 23 februari 2002 Villa Lidköping-Västerås 2-1 - 23 februari 2002 Västerstrand-AIK 6-2 |

## Slutspel om svenska mästerskapet

### Semifinaler
- 1 mars 2002: Villa Lidköping BK-Västerstrands AIK 1-12
- 2 mars 2002: Sandvikens AIK-AIK 5-3

- 9 mars 2002: AIK-Sandvikens AIK 4-2
- 9 mars 2002: Västerstrands AIK-Villa Lidköping BK 7-2 (Västerstrands AIK vidare med 2-0 i matcher)

- 10 mars 2002: AIK-Sandvikens AIK 4-2 (AIK vidare med 2-1 i matcher)

### Finalmatch
- 16 mars 2002: Västerstrands AIK-AIK 7-6 (sudden death, spelad på Studenternas IP i Uppsala)

Västerstrands AIK svenska mästarinnor i bandy för damer 2001/2002.

### Fotnoter
1. ↑  Erik Jonsson. ”2000–2009”. Svenska Bandyförbundet. Arkiverad från originalet den 17 mars 2020. https://web.archive.org/web/20200317214713/https://www.svenskbandy.se/BANDYFINALEN/HISTORIK/Svenskamastare/Damer/2000-2009. Läst 25 mars 2020.
2. ↑  Stefan Holm (13 januari 2002). ”Titta, här är Sveriges sämsta elitlag” (på svenska). Sportbladet. https://www.aftonbladet.se/sportbladet/a/ngWM5n/titta-har-ar-sveriges-samsta-elitlag. Läst 27 oktober 2011.
3. ↑  Erik Jonsson. ”Skyttedrottningar”. Svenska Bandyförbundet. Arkiverad från originalet den 13 januari 2016. https://web.archive.org/web/20160113123336/http://www.svenskbandy.se/SERIERCUPER/ELITSERIENDAM/HISTORIKSTATISTIK/SKYTTEDROTTNINGAR/. Läst 11 oktober 2009.